# Campeonato Nacional de la Guayana Francesa 2019-20
El Campeonato Nacional de la Guayana Francesa 2019-20 fue la edición número 47 del Campeonato Nacional de la Guayana Francesa. La temporada fue abandonada a causa de la pandemia de enfermedad por coronavirus.

## Formato
En el torneo participan 12 equipos los cuales juegan entre sí todos contra todos dos veces totalizando 22 partidos cada uno; al término de las 22 fechas el club con mayor número de puntos será campeón y de cumplir los requisitos clasificará a la CONCACAF Caribbean Club Shield 2021, por otro lado los dos últimos descenderán a la Promoción de Honor de la Guayana Francesa, mientras que décimo lugar jugará  un play-off de relegación.

## Equipos participantes
| Pos.   | Equipo            |
| ------ | ----------------- |
| 1      | ASC Agouado       |
| 2      | ASC Le Geldar     |
| 3      | AS Étoile Matoury |
| 4      | US Matoury        |
| 5      | Kourou FC         |
| 6      | CSC Cayenne       |
| 7      | ASU Grand Santi   |
| 8      | FC Oyapock        |
| 9      | ASC Remeri        |
| 10     | AJ Saint-Georges  |
| 1 (SD) | Olympique Cayenne |
| 2 (SD) | SC Kouroucien     |

### Ascensos y descensos
| Pos. | Ascendidos de la Promoción de Honor 2018-19 |
| ---- | ------------------------------------------- |
| 1    | Olympique Cayenne                           |
| 2    | SC Kouroucien                               |

| Pos. | Descendidos del Campeonato Nacional 2018-19 |
| ---- | ------------------------------------------- |
| 11   | US Sinnamary                                |
| 12   | ASC Ouest                                   |

## Tabla de posiciones
Actualizado el 9 de Marzo de 2020.
| Pos. | Equipo            | PJ | PG | PE | PP | GF | GC | DG  | Pts. | Clasificado a                                 |
| ---- | ----------------- | -- | -- | -- | -- | -- | -- | --- | ---- | --------------------------------------------- |
| 1    | Olympique Cayenne | 15 | 11 | 3  | 1  | 36 | 15 | +21 | 51   | Campeón y CONCACAF Caribbean Club Shield 2021 |
| 2    | ASC Le Geldar     | 15 | 8  | 3  | 4  | 32 | 14 | +18 | 45   |                                               |
| 3    | US Matoury        | 15 | 8  | 3  | 4  | 22 | 10 | +12 | 42   |                                               |
| 4    | ASU Grand Santi   | 15 | 7  | 5  | 3  | 21 | 18 | +3  | 41   |                                               |
| 5    | FC Oyapock        | 15 | 7  | 4  | 4  | 26 | 20 | +6  | 40   |                                               |
| 6    | AS Étoile Matoury | 15 | 7  | 3  | 5  | 36 | 23 | +13 | 38   |                                               |
| 7    | ASC Agouado       | 14 | 7  | 2  | 5  | 27 | 22 | +5  | 37   |                                               |
| 8    | CSC Cayenne       | 15 | 6  | 1  | 8  | 19 | 28 | -9  | 33   |                                               |
| 9    | ASC Remire        | 15 | 3  | 4  | 8  | 15 | 21 | -6  | 28   |                                               |
| 10   | SC Kouroucien     | 15 | 4  | 1  | 10 | 18 | 39 | -21 | 28   |                                               |
| 11   | AJ Saint-Georges  | 14 | 3  | 1  | 10 | 23 | 40 | -17 | 24   |                                               |
| 12   | Kourou FC (R)     | 15 | 1  | 2  | 13 | 13 | 39 | -26 | 20   | Promoción de Honor 2020-21                    |